# 藤田元治
藤田 元治（ふじた もとはる、1961年〈昭和36年〉12月1日 - ）は、日本の政治家。元徳島県美馬市長（2期）。

## 経歴
徳島県美馬郡美馬町（現・美馬市）出身。父は旧美馬町長の藤田利胤。
摂南大学工学部を卒業後、会社員となる。旧美馬町議会議員1期、美馬市議会議員2期（相和会所属）を歴任。2011年徳島県議会美馬第一選挙区（美馬市）に自由民主党（自民創政会）所属で出馬し初当選、2015年に再選した。2016年5月12日、美馬市長選挙に出馬表明した。2016年6月3日、徳島県議会議員を辞職し、美馬市長選挙に立候補を表明した。
2016年5月16日に美馬市の牧田久市長が交通死亡事故を起こした責任を取って辞職したことに伴う6月12日告示の美馬市長選に無所属で出馬し、他に立候補の届け出がなかったことから無投票での初当選が決まった。
2016年7月19日に開会した美馬市議会6月定例会で就任の所信表明を行った。牧田前市長の推進事業（生涯活躍のまち（市版CCRC）構想、ショッピングセンター旧パルシーを活用した地域交流センターの整備）を継続する方針を改めて示した。
2020年、任期満了に伴う5月17日告示の美馬市長選に無所属で出馬し、他に立候補の届け出がなかったことから無投票での再選が決まった。
後述の不祥事を受け、2022年8月10日に辞職願を市議会議長に提出した。8月15日付で辞職。

## 不祥事
2022年6月中旬ごろ、市役所内で数十人の職員に対し、7月10日投開票の第26回参議院議員通常選挙に比例区から立候補予定の自由民主党の足立敏之（再選）を紹介したパンフレットを配った。7月27日、公職選挙法違反（公務員の地位利用、事前運動）の疑いで、徳島県警は藤田の自宅や市役所を家宅捜索した。同日、藤田は取材に「公示前に庁舎内で複数の職員に足立氏のパンフレットを見せ、同氏の公約と市の課題が一致することを説明した。投票を強制するつもりはなかったが軽率な行動だったと反省している」と説明した。
徳島県警は8月9日付で藤田を公職選挙法違反（公務員の地位利用、事前運動）の疑いで書類送検した。翌10日、徳島区検は藤田を略式起訴し、徳島簡裁は罰金30万円の略式命令を出した（同日付で納付）。同日、藤田は市議会議長に辞職願を提出した。15日、市議会は臨時議会を開き、藤田の同日付での辞職を承認した。